# Charles II (duc de Savoie)
Pour les articles homonymes, voir Charles II.
Ne doit pas être confondu avec le duc de Savoie Charles-Jean-Amédée, appelé à tort Charles II.
Charles II, que l'on trouve également sous la forme Charles II de Savoie et désigné par certains auteurs comme Charles III, dit le Bon, né au château de Chazey-en-Bugey, le 10 octobre 1486 et mort à Verceil le 17 août 1553, est duc de Savoie et prince de Piémont (1504-1553).

## Biographie

### Origines
Né le 10 octobre 1486 au château de Chazey-en-Bugey, propriété de la maison de Savoie, Charles est le premier fils du second mariage de Philippe II duc de Savoie, avec Claudine de Brosse,.
Fils cadet, il prend le titre de duc de Savoie, en 1504, au décès de son demi-frère Philibert le Beau, mort sans descendance. Sa demi-sœur, Louise, est la mère du roi François Ier.
En 1511, il est reçu chanoine-comte d'honneur, au sein du Chapitre de Saint-Jean de Lyon.

### Mariage
Le 18 octobre 1516, Charles II est accordé en mariage à Jeanne de Naples, fille de Ferdinand Ier d'Aragon, roi de Naples, et de Jeanne d'Aragon, reine de Sicile.
Ce mariage n'ayant pas été consommé, il épouse le 26 mars 1521 Béatrice de Portugal, fille d'Emmanuel, roi de Portugal et des Algarves, et de Marie d'Aragon et Castille, fille des rois Catholiques.
Par ce mariage, comme Béatrice est la sœur de l'impératrice Isabelle de Portugal, l'oncle maternel de François Ier devient le beau-frère de Charles Quint.

### Les premières difficultés du règne
Le nouveau duc trouve un État obéré de dettes et des domaines diminués par les concessions faites aux trois douairières : Blanche de Montferrat contrôle presque tout le Piémont, Claudine de Brosse possède le Bugey, Marguerite d'Autriche, la veuve de son prédécesseur, reçoit la Bresse, le Faucigny, le Pays de Vaud et le comté de Villars. Louise de Savoie, fille de Janus de Savoie, comte de Genève, tient le Chablais et d'autres apanages.[réf. nécessaire]
Il doit commencer son règne par s'imposer face aux exigences de sa demi-sœur Louise de Savoie, qui voulait hériter du duché, de son frère bâtard René qui demandait des fiefs, et son frère Philippe qui soutenait Louise et René.[réf. nécessaire]
En 1518, il renouvelle l'Ordre du Collier en le nommant dans un premier temps Annonciation Notre-Dame, puis Annonciade,.

### La révolte de Genève
Après la mort de Charles de Seyssel, le 13 avril 1513, Charles II tente d'imposer comme évêque de Genève, avec l'appui du Pape Léon X mais contre l'élu du chapitre de Chanoines de la cathédrale, son cousin Jean-François de Savoie, fils illégitime d'un précédent évêque et oncle de Charles II, François de Savoie. Cette mainmise de la Maison de Savoie provoque une forte réaction des Genevois qui s'allient par un traité de combourgeoisie avec le canton de Fribourg le 4 juillet 1513.Le duc envoie René de Challant en ambassade à Berne en avril 1529 et en 1532 afin de tenter d'interrompre le rapprochement ente les villes. La Diète de Thonon en 1534 ne fait que resserrer l'alliance entre les cités helvétiques. Genève se révolte et le duc lui impose un blocus. Pour s'en dégager, la cité fait appel aux Bernois, qui après quelques tergiversations passent à l'attaque le 10 janvier 1536 et conquièrent le Pays de Vaud dès le mois de février suivant
Charles II, incapable de réagir, brandit la menace de faire intervenir l'empereur Charles-Quint, dont il est le vassal, mais ce dernier est bloqué à Naples. Dans les territoires contrôlés par les Bernois, la conversion à la Réforme protestante est générale après la fuite de l'évêque de Genève en 1527, le Grand Conseil interdit la messe le 10 août 1535 bien qu'en majeure partie contrainte la Réforme s'impose, créant de ce fait un fossé cultuel désormais insurmontable. Dans le pays de Vaud et le Genevois,  un groupe de seigneurs savoyards, partisans du duc, dénommé « Confrérie de la Cuiller » fait régner la terreur en territoire genevois. En 1530, le duc fait enfermer au château de Chillon, François Bonivard, fils du seigneur de Lunes, partisan du conseil de Genève, qui croupira dans les sous-sols de la forteresse pendant six années.[réf. nécessaire]

### Entre France et Saint Empire
La position du duché de Savoie en Europe lui vaut de devoir se positionner entre l'empereur Charles Quint et le roi de France François Ier.
En 1515 en accord avec les cantons suisses, le duc Charles II refuse le droit de passage par ses États au roi de France François Ier. La victoire de ce dernier lors de la bataille de Marignan marque un recul important de l'influence de la Savoie en Italie du Nord. Le duc perd également l'appui de Léon X après la mort de Julien de Médicis, l'époux de sa sœur. Sans armée et sans grands moyens, Charles II ne réussit pas à mettre en place une politique extérieure cohérente. Il change régulièrement d'alliance, entre son neveu François Ier et son beau-frère Charles Quint. Finalement, comme Prince du Saint-Empire, il opte pour le second.
Profitant des difficultés du duc avec Genève, François Ier de France réclame l'héritage de sa mère Louise de Savoie (demi-sœur du duc Charles II-III), sur la Bresse et le Faucigny. Il franchit la frontière et les Français occupent Chambéry. Une série de défaites entre 1530 et 1536 devant les Suisses passés à la Réforme protestante et les Français prive le duc de la plupart des États de Savoie, ne lui laissant que le comté de Nice et la vallée d'Aoste et Verceil.
La Paix de Nice, signée en 1538, le prive pour une durée de 10 années de l'essentiel de ses territoires. Il  négocie sa neutralité avec les Français et ne conserve qu'une petite partie du Piémont. Un gouverneur français est installé à Turin, obligeant Charles II à se réfugier à Nice qui devient sa principale place forte, ville dans laquelle il développe la production monétaire par des ordonnances de décembre 1541. Le duc séjourne également à Verceil en Piémont.[réf. nécessaire]
En 1543, les Franco-Turcs assiègent Nice par terre et par mer. Le 7 septembre, une armée de secours, conduite par Charles II et le marquis Del Vasto incite les assiégeants à lever le siège. Les troupes ducales reprennent peu à peu le contrôle du comté de Nice. Une ferme répression s'abat sur les Niçois qui avaient choisi le camp français. La principale conséquence de ce siège sera de susciter, chez les ducs de Savoie, en particulier le successeur de Charles II, son fils Emmanuel-Philibert (1528-1580), une forte volonté de renforcer les défenses de la place de Nice.[réf. nécessaire]

### Mort et sépulture
Dépossédé de la majeure partie de ses territoires, Charles II meurt à Verceil, assiégé par les Français d'Henri II, le 16 septembre 1553, dans sa 67e année après un règne de 49 ans. Son fils, Emmanuel-Philibert, lui succède.
Son corps est enterré dans la cathédrale Saint-Eusèbe de Verceil (Piémont).

## Famille
Charles épouse à Villefranche, à côté de Nice, le 26 mars 1521 l'Infante Béatrice de Portugal (1504-1538), fille de Manuel Ier, roi de Portugal, et de Marie d'Aragon. Par ce mariage, il devient beau-frère de Charles Quint, qui a épousé Isabelle de Portugal. Ils ont :
1. Adrien-Jean-Amédée (11 décembre 1522-10 janvier 1523), son corps est inhumé dans la chapelle Saint-Sébastien de la cathédrale Saint-Marie-de-l'Assomption d'Ivrée[8].
2. Louis (1523 † 1536).
3. Emmanuel-Philibert (1528-1580), duc de Savoie et prince de Piémont.
4. Catherine (25 novembre 1529-mai 1536).
5. Marie (12 juin 1530-1531).
6. Isabelle (mai 1532-24 septembre 1533).
7. Emmanuel (mai 1533, † jeune).
8. Emmanuel (mai 1534, † jeune).
9. Jean-Marie (3 décembre 1537-8 janvier 1538), son corps est inhumé dans une chapelle de la cathédrale Sainte-Marie du château de Nice[8].

## Charles II ou Charles III?
Une tradition historiographique permanente et au moins tri séculaire opte pour la forme Charles III de Savoie, depuis le XVIIIe siècle, avec L'Art de vérifier les dates, en passant par les historiens savoyards « classiques » du XIXe siècle comme Victor de Saint-Genis, Joseph Dessaix ou Claude Genoux, et modernes comme Henri Ménabréa ou Jacques Lovie et les ouvrages encyclopédiques comme celui de Michel Mourre. Cette dénomination est également celle qui est retenue par Marie-José de Belgique dans ses études sur la maison de Savoie ou encore le site de généalogie en ligne, Foundation for Medieval Genealogy (FMG).
Toutefois, de nombreux historiens anciens — comme Eugène Caïs de Pierlas ou Georges Doublet — et modernes utilisent le nom de Charles II pour dénommer ce prince, de même que les numismates,,,, des archéologues et des archivistes.
La titulature KAROLVS SECVNDVS (Charles le Second) ou CAROLVS II du duc qui apparaît sur ses monnaies émises tout au long de ses trente-neuf années de règne montre qu'il se fit constamment appeler Charles II et qu'il ne considéra pas le petit Charles-Jean-Amédée de Savoie, mort à l'âge de huit ans, comme son prédécesseur dans la lignée des Charles de Savoie. Les monnaies frappées au nom du petit Charles-Jean-Amédée ne mentionnent pas Charles II mais KAROLVS IO AME DVX SABAUDIE ou encore K I A (Karolus Iohannes Amedeus en abrégé),,,.